# Jean Mueller
Jean E. Mueller (1950) è un'astronoma statunitense.
Nel 1983 è stata la prima donna ad utilizzare il telescopio da 100 pollici dell'Osservatorio di Monte Wilson e nel 1985 la prima donna assunta come operatrice di telescopio all'Osservatorio di Monte Palomar.
| 4257 Ubasti      | 23 agosto 1987  |
| 4558 Janesick    | 12 luglio 1988  |
| 6569 Ondaatje    | 22 giugno 1993  |
| 9162 Kwiila      | 29 luglio 1987  |
| 11500 Tomaiyowit | 28 ottobre 1989 |
| 12711 Tukmit     | 19 gennaio 1991 |
| 16465 Basilrowe  | 24 marzo 1990   |
| 19204 Joshuatree | 21 giugno 1992  |
| 24658 Misch      | 18 ottobre 1987 |

 Il Minor Planet Center le accredita la scoperta di tredici asteroidi, effettuate tra il 1987 e il 2003, di cui tre in collaborazione con Alain Maury, J. Dave Mendenhall e Jeffrey L. Phinney.
Ha inoltre scoperto, o coscoperto, quindici comete di cui sette periodiche (120P/Mueller, 131P/Mueller, 136P/Mueller, 149P/Mueller, 173P/Mueller, 188P/LINEAR-Mueller e 190P/Mueller) e otto non periodiche.
Infine con 101 supernovae scoperte, oltre a 9 coscoperte, è seconda in questa speciale classifica solo a Fritz Zwicky.
Le è stato dedicato l'asteroide 4031 Mueller.